# Рош (Изер)
Рош (фр. Roche) — коммуна во Франции, находится в регионе Рона — Альпы. Департамент коммуны — Изер. Входит в состав кантона Ла-Верпийер. Округ коммуны — Ла-Тур-дю-Пен.
Код INSEE коммуны — 38339. Население коммуны на 2012 год составляло 1896 человек. Населённый пункт находится на высоте от 267  до 516  метров над уровнем моря. Муниципалитет расположен на расстоянии около 420 км юго-восточнее Парижа, 32 км юго-восточнее Лиона, 65 км северо-западнее Гренобля. Мэр коммуны — M. Bernard Cochard, мандат действует на протяжении 2014—2020 гг.
Динамика населения (INSEE):